# Augustus Wijnantz

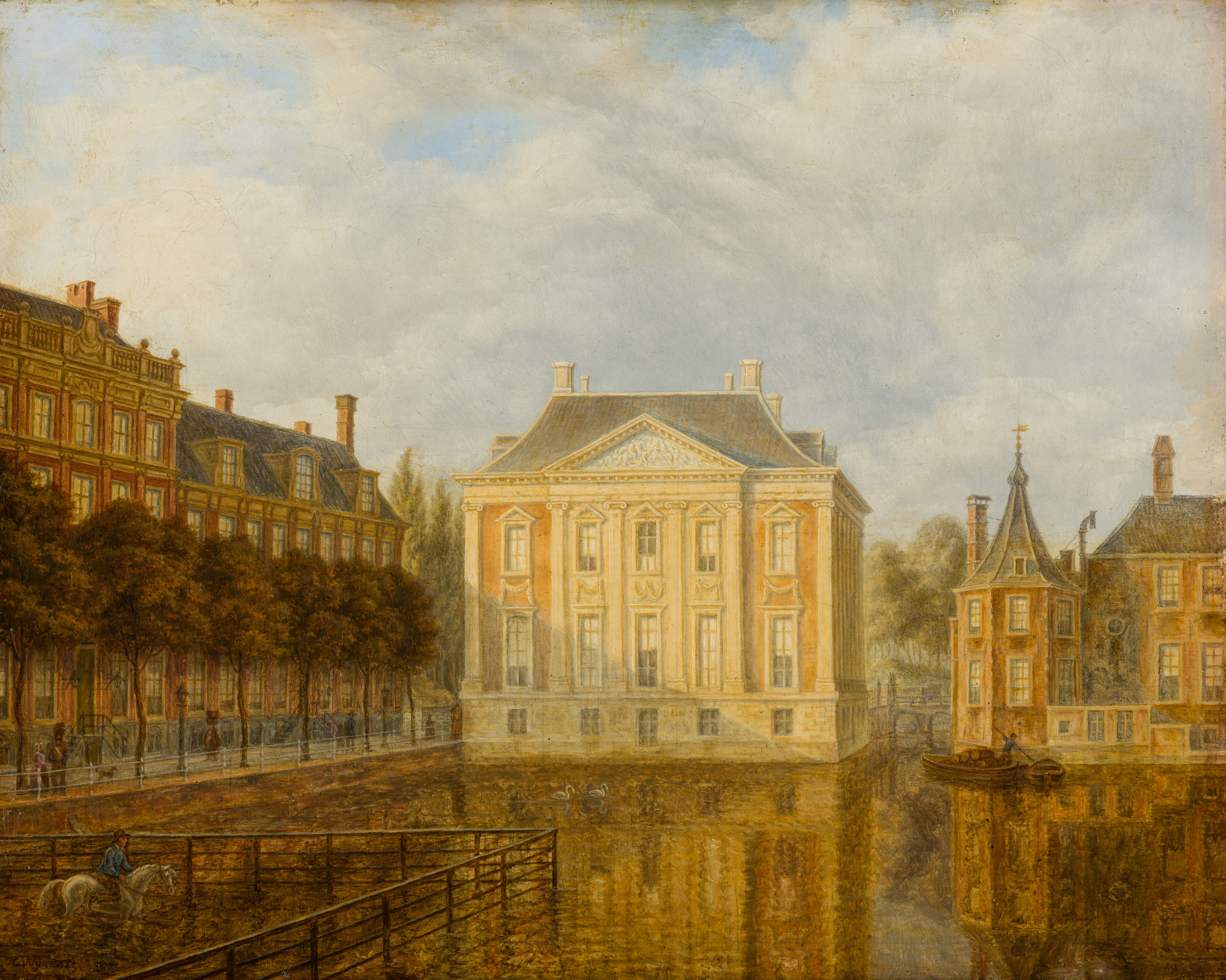
Gezicht op het Mauritshuis (rond 1830)

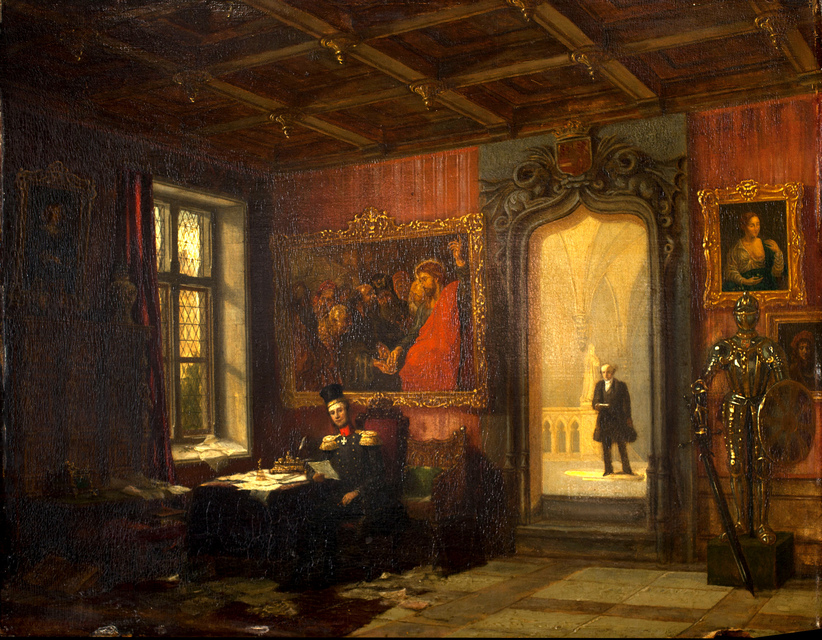
Koning Willem II in zijn werkkamer

Augustus Wijnantz (Düsseldorf, 1795 - Den Haag, na 1848) was een Nederlands schilder en tekenaar. Hij schilderde vooral interieurs en stadsgezichten, zoals Gezicht op het Mauritshuis. Ook tekende hij diverse kastelen en landhuizen, waaronder Doorwerth, Sonsbeek en Hulkestein.
Wijnantz werkte van 1830 tot 1848 in Den Haag. Hij werkte voor koning Willem II en schilderde onder andere de Gotische Zaal en de koning zelf in diens werkkamer. 
- Gemeinsame Normdatei: 103578131X
- RKD-Nederlands Instituut voor Kunstgeschiedenis: 84373
- Union List of Artist Names: 500030401
- Virtual International Authority File: 95869061